# Naoshima Art House Project
Naoshima Art House Project er en samling af forladte huse, værksteder, og templer, der er blevet omdannet til kunstinstallationer af kunstnere og arkitekter.
De forskellige kunstinstallationer finder man på den lille japanske ø Naoshima i byen Honmura. De omdannede huse ligger spredt i den lille by og udefra ligner de fleste huse byens øvrige traditionelle huse. Men indvendig er husene hver især blevet indrettet af kunstnere.

## Kunstværker[1]

### Kadoya
Kunstner: Miyajima Tatsuo
Kadoya er et 200 år gammelt lager, hvor kunstværket blandt andet omfatter et bassin med vand, hvor der nedlagt en række LED-lys.

### Minamidera
Arkitekt: Tadao Ando
Kunstner: James Turrell
Huset ligger på en grund, hvor der tidligere lå et tempel. Inde i huset finder man kunstværket "Backside of the Moon", der udfordrer beskurens opfattelse af lys.

### Go'o templet
Kunstner: Sugimoto Hiroshi
En trappe lavet af glas går fra en tempelbygning ned til et underjordisk kammer, der repræsenterer foreningen mellem jorden og himmelen. 

### Ishibashi
Kunstner: Senju Hiroshi
Huset er bygget for omkring 100 år siden af en rig købmand, der tjente sine penge på handel med salt. Huset er blevet sat i stand og indeholder to store malerier af Senju Hiroshi.

### Gokaisho
Kunstner: Suda Yoshihiro
Huset var oprindeligt et lill forsamlingshus, hvor byens beboer kom for at spille Go - en slags japansk skak. Kunstværket omfatter blandt håndskårne kamiliablomster, der ligger på tatami-måtte. 

### Haisha
Kunstner: Otake Shinro
Huset har tidligere tilhørt en tandlæge og nu indrettet som et galleri med store skulpturer. Blandt værkerne er en kopi af Frihedsgudinden.'

### Kinza
Kunstner: Naito Rai
Kinza er et 200 år gammelt hus, der er blevet omdannet til et kunstværk, der har fokus på bygnings traditionelle konstruktioner.